# گالو بلانکو
 گالو بلانکو (انگلیسی: Galo Blanco؛ زاده ۸ اکتبر ۱۹۷۶) یک تنیس‌باز اهل اسپانیا است.